# Boletina nigripes
Boletina nigripes är en tvåvingeart som beskrevs av Bukowski 1934. Boletina nigripes ingår i släktet Boletina och familjen svampmyggor. Inga underarter finns listade i Catalogue of Life.